# Hélesmes
Hélesmes is een gemeente in het Franse Noorderdepartement(Frans: département du Nord) (regio Hauts-de-France). De plaats maakt deel uit van het arrondissement Valenciennes. Hélesmes telde op 1 januari 2022 1.905 inwoners.

## Geografie
De oppervlakte van Hélesmes bedroeg op 1 januari 2022 7,36 vierkante kilometer; de bevolkingsdichtheid was toen 258,8 inwoners per km².

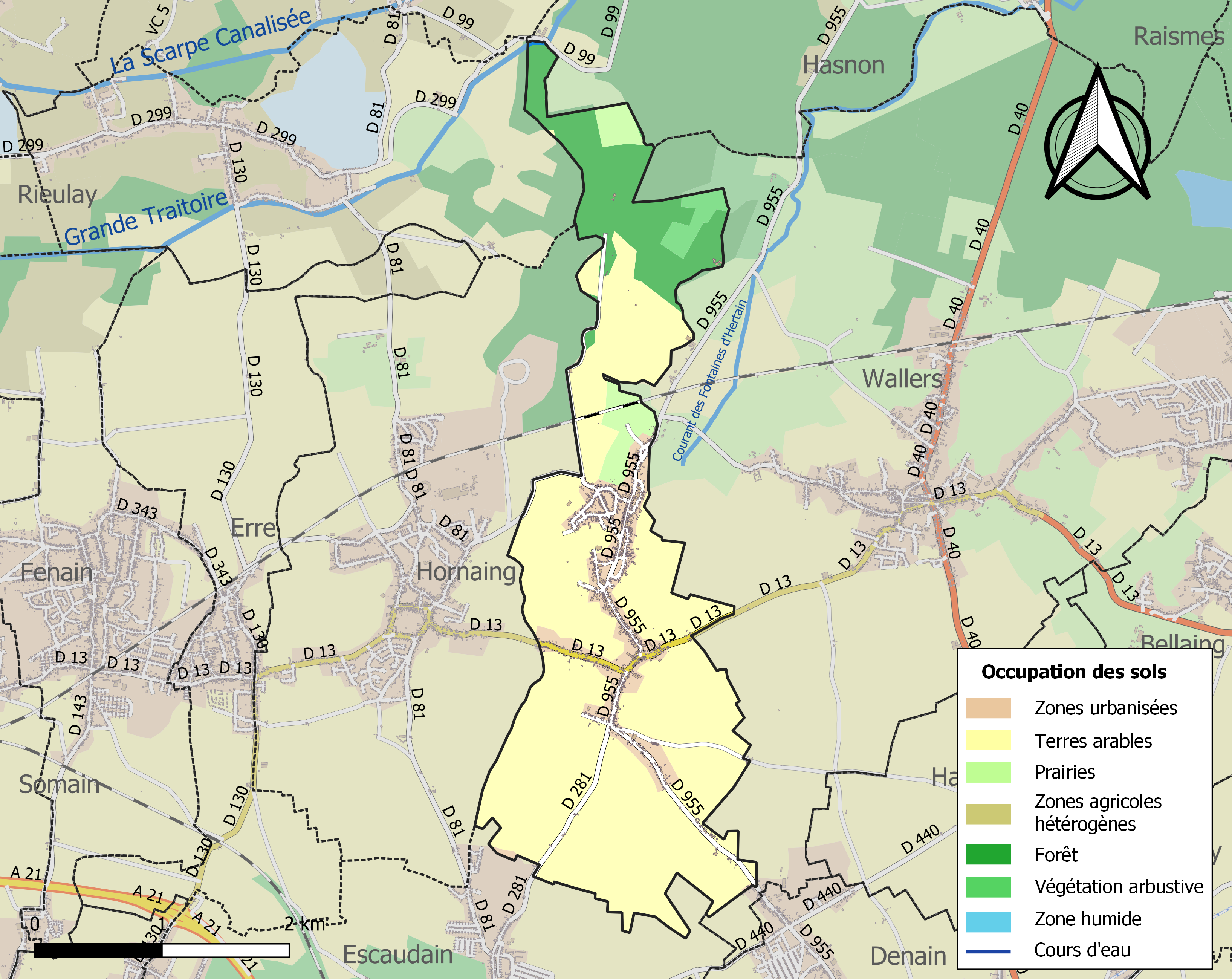
Kaart van de gemeente met belangrijkste infrastructuur, bodemgebruik en omliggende gemeenten

## Bezienswaardigheden
- De Sint-Leodegariuskerk (Égliuse Saint-Léger) is een 18e-eeuws classicistisch kerkgebouw.

## Natuur en landschap
De hoogte aan de kerk bedraagt 28 meter.

## Demografie
Onderstaande figuur toont het verloop van het inwonertal (bron: INSEE-tellingen).

## Nabijgelegen kernen
Wallers, Hasnon, Hornaing, Escaudain, Denain